# دیوید نیل
دیوید نیل (انگلیسی: David Neal؛ ‏ ۱۳ فوریهٔ ۱۹۳۲ – ۲۷ ژوئن ۲۰۰۰) بازیگر و فیلم‌نامه‌نویس اهل بریتانیا بود.
از فیلم‌ها یا مجموعه‌های تلویزیونی که وی در آن‌ها نقش داشته است، می‌توان به پوآرو، ژولیوس سزار ، سوپرمن، فلش گوردون و ام. باترفلای اشاره نمود.